# Вінтербах (Баварія)
Вінтербах (нім. Winterbach) — громада в Німеччині, знаходиться в землі Баварія. Підпорядковується адміністративному округу Швабія. Входить до складу району Гюнцбург. Складова частина об'єднання громад Гальденванг.
Площа — 14,82 км2. Населення становить 745 ос. (станом на 31 грудня 2020).

## Галерея

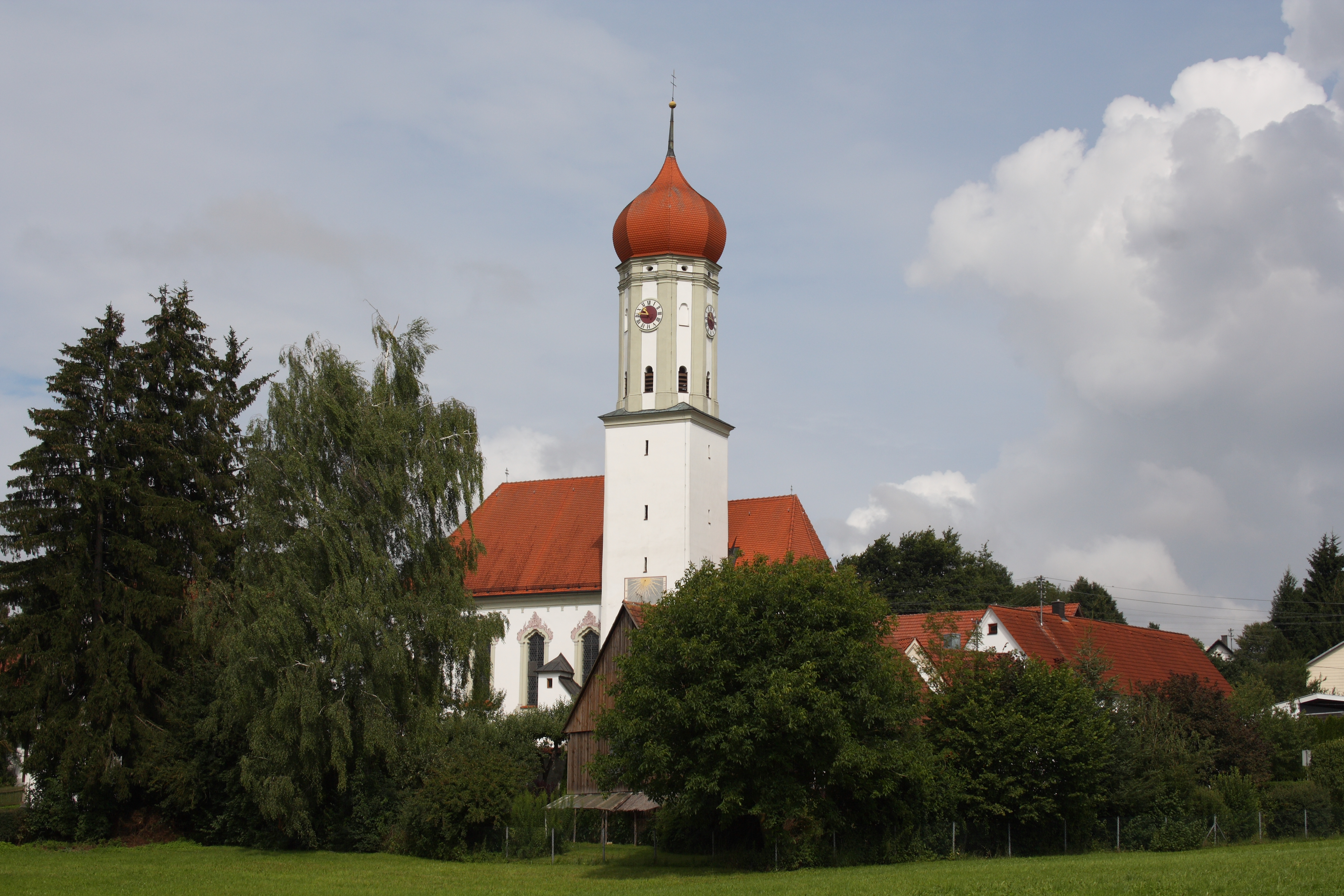